# La Poitevinière

La Poitevinière este o comună în departamentul Maine-et-Loire, Franța. În 2009 avea o populație de 1,044 de locuitori.